# Салават Юлаєв (фільм)
«Салават Юлаєв» (рос. Салават Юлаев) — радянський чорно-білий художній фільм 1940 року режисера Якова Протазанова про національного героя башкирського народу Салавата Юлаєва, лідера башкир в селянському повстанні під проводом Омеляна Пугачова. Вийшов на екрани 21 лютого 1941 року. В 1986 році фільм був відновлений на Кіностудії ім. М. Горького.

## Сюжет
Син старшини, юний Салават, що підняв руку на царського офіцера, змушений назавжди покинути рідне село. Каторжник-втікач Хлопуша допомагає йому врятуватися від переслідування солдатів. Побачивши перед собою Хлопушу, Салават, який спочатку вважав кожного росіянина ворогом, не вірить йому. Але загальні кайдани, каторжні роботи на рудниках зближують їх. Друзям вдається втекти з каторги. Два роки поневіряються Салават і Хлопуша по неосяжних просторах Уралу. В одному з козацьких хуторів вони зустрічаються з Пугачовим і стають його переконаними прихильниками. Салават відправляється додому, в рідне село. Піднятий ним народ стікається під прапори Пугачова. Разом з російськими селянами і робітниками уральських кріпацьких заводів бореться башкирська кіннота на чолі з полковником Салаватом. Царський уряд посилає на боротьбу з Пугачовим відмінно озброєне регулярне військо під командуванням Міхельсона. Зрада козачого старшини допомагає карателям нанести пугачовцям серйозну поразку. Гине в бою Хлопуша. Схоплений козаками-зрадниками Пугачов. Багатим башкирам вдається натрапити на слід Салавата, і вони видають його владі. Друзі організують втечу. Далеко в горах, розлучаючись зі своїми соратниками, Салават підбадьорює їх: «Буде ще вільно жити башкирський народ!».

## У ролях
- Арслан Мубаряков — Салават Юлаєв
- Абдулламін Зубаїров — Бабай, пасічник
- Гімалетдін Мінгажев — Юлай Азналін, батько Салавата
- Рим Сиртланов — Бухаїр
- Сахі Саїтов — Кінзя Арсланов
- Валі Галімов — мула
- Хазіахмет Бухарський — Рисабай
- Михайло Болдуман — Омелян Іванович Пугачов
- Сергій Блинников — Афанасій Петрович Перфільєв
- Микола Крючков — Хлопуша
- Ніна Нікітіна — Оксана
- Ірина Федотова — Аміна
- Лев Потьомкін — начальник карального загону
- Андрій Файт — офіцер
- Георгій Мілляр — керуючий рудником
- Микола Горлов — Яким
- Михайло Глузський — Юсуф

## Знімальна група
- Режисер: Яків Протазанов
- Сценаристи: Степан Злобін, Галина Спєвак
- Оператор: Олександр Шеленков
- Художник: Володимир Ладягін
- Композитор: Арам Хачатурян